# 強烈熱帶風暴凱利
強烈熱帶風暴凱利（英語：Severe Tropical Storm Kelly）為1981年太平洋颱風季的熱帶氣旋之一。

## 外部連結
- . 國立情報學研究所. （英文）